# مگس‌گیر سینه‌اخرایی
مگس‌گیر سینه‌اخرایی (نام علمی: Nephelomyias ochraceiventris) گونه‌ای از پرندگان تیرهٔ ژیان‌مرغان است که در بولیوی و پرو یافت می‌شود.